# Botanophila trapezina
Botanophila trapezina är en tvåvingeart som först beskrevs av Zetterstedt 1845.  Botanophila trapezina ingår i släktet Botanophila och familjen blomsterflugor.
Artens utbredningsområde är Sverige. Arten är reproducerande i Sverige. Inga underarter finns listade i Catalogue of Life.